# Olympische Sommerspiele 1988/Teilnehmer (Grenada)
| Gelbes Symbol für Goldmedaillen mit stilisierten Olympischen Ringen | Graues Symbol für Silbermedaillen mit stilisierten Olympischen Ringen | Braundes Symbol für Bronzemedaillen mit stilisierten Olympischen Ringen |
| ------------------------------------------------------------------- | --------------------------------------------------------------------- | ----------------------------------------------------------------------- |
| —                                                                   | —                                                                     | —                                                                       |

Grenada nahm bei den Olympischen Spielen 1988 in Seoul zum zweiten Mal an Olympischen Sommerspielen teil. Die Olympiamannschaft bestand aus sechs Athleten.

## Teilnehmer nach Sportart

### Boxen
- Chris Collins
Männer, Halbschwergewicht, im Achtelfinale ausgeschieden
- Garth Felix
Männer, Halbmittelgewicht, in der 1. Runde ausgeschieden
- Tad Joseph
Männer, Bantamgewicht, in der 1. Runde ausgeschieden
- John Tobin
Männer, Mittelgewicht, in der 1. Runde ausgeschieden

### Leichtathletik
- Agnes Griffith
Frauen, 200 m, in der 1. Runde ausgeschieden (24,79 s)
Frauen, 400 m, in der 1. Runde ausgeschieden (57,09 s)
- Arlene Vincent Mark
Frauen, Marathon, 62. Platz (3:23:56 h)